# Старквилл (Миссисипи)
Старквилл (англ.  Starkville ) — город и административный центр округа Октиббеха в штате Миссисипи США.

## Описание
Административный центр округа Октиббеха с 1833 года. Находится в восточной части Миссисипи, в 22 милях (35 км) к западу от Колумбуса. Основанный в 1831 году, изначально был известен как Бордтаун из-за лесопильного производства там, но был переименован в 1837 году в честь генерала Американской революции Джона Старка. После Гражданской войны в США сюда был завезён молочный скот с острова Джерси в Ла-Манше У. Б. Монтгомери, который изменил акцент сельского хозяйства региона с хлопка на молочное хозяйство. Университет штата Миссисипи, основанный как колледж с земельным грантом к юго-востоку от Старквилла в 1878 году, в настоящее время является экономической опорой города.

## Население
| 2010   | 2020    |
| ------ | ------- |
| 23 888 | ↗24 360 |